# Armando Lombardi
Dom Armando Lombardi (Cercepiccola, 12 de maio de 1905 — Rio de Janeiro, 4 de maio de 1964) foi arcebispo da Igreja Católica e diplomata da Santa Sé italiano.

## Biografia
Nasceu em Cercepiccola, província de Campobasso, na Itália. Cursou humanidades no Colégio Santa Maria de Pallanza, no norte da Itália. Entrou para o seminário em 1921, e cursou Filosofia e Teologia no Pontifício Seminário Campano, em Nápoles. Foi ordenado sacerdote em 22 de julho de 1928, na Catedral de Campobasso, sua diocese de origem. Formou-se em Direito Canônico pela Pontifícia Academia Eclesiástica, em Roma.
Entre 1928 e 1934, foi vice-reitor do Seminário Diocesano de Campobasso e professor de Religião no Liceu-Ginásio da Juventude Católica Masculina. Ainda em 1934, a convidado a ir a Roma pelo cardeal Gaetano Bisleti, prefeito da Congregação para a Educação Católica, frequentou por um ano a Pontifícia Academia Eclesiástica, diplomando-se em Ciências Diplomáticas.
Em 1 de outubro de 1935, foi nomeado secretário de nunciatura de segunda classe e destinado à Nunciatura do Chile, na qual permaneceu por quatro anos. Em 1939, foi transferido para a Nunciatura da Colômbia como secretário de primeira classe, sendo depois elevado a auditor e a conselheiro.
Em 1940, foi chamado para trabalhar na Secretaria de Estado de Sua Santidade, onde chefiou a Seção para os Negócios da América Latina durante dez anos. Por esse tempo, também foi professor de Estilo Diplomático na Pontifícia Academia Eclesiástica de Roma. Deixando a secretaria, ocupou o cargo de assistente diocesano das senhoras da Ação Católica de Roma e primeiro eclesiástico nacional do Centro Feminino da Itália.
Em 13 de fevereiro de 1950, foi preconizado arcebispo titular de Cesareia de Filipe e nomeado núncio apostólico para a Venezuela. Recebeu a sagração episcopal em 16 de abril de 1950, na Basílica de Santa Maria sopra Minerva, das mãos do cardeal Clemente Micara, auxiliado por Filippo Bernardini, arcebispo titular de Antioquia da Pisídia, e por Alberto Carinci, bispo de Boiano-Campobasso.
Nomeado Cavaleiro da Grã-Cruz da Ordem do Mérito da República Italiana em 2 de dezembro de 1953. Exerceu o ofício de núncio apostólico na Venezuela até novembro de 1954. Em 24 de setembro, fora designado para a nunciatura no Brasil, em substituição da Dom Carlo Chiarlo, nomeado oficial da Secretaria de Estado de Sua Santidade. Tomou posse em 18 de novembro e apresentou suas credenciais ao presidente em 25 seguinte.
Nos quase dez anos em que representou a Santa Sé no Brasil, Dom Armando dedicou-se à criação de novas dioceses, que atingiram a 67, sagrou 110 bispos e criou quarenta seminários. Assim, colaborou na formação de uma nova geração de líderes em sintonia com o estilo e a missão dos Papas João XXIII e Paulo VI. Também foi um apoiador entusiasmado da nascente Conferência Nacional dos Bispos do Brasil. Participou de duas sessões do Concílio Vaticano II.
Dom Armando faleceu repentinamente aos 58 anos de idade, vitimado por um edema pulmonar agudo, na casa da nunciatura, no bairro de Santa Teresa, no Rio de Janeiro. Seu corpo ficou exposto à visitação pública durante cinco dias, sendo, em seguida enviado para Roma.